# Hela skiten är en jävla zombie!
Hela skiten är en jävla zombie!, det svenska punkbandet Sista skrikets debutalbum, kom ut 2005.

## Låtarna på albumet
1. Det är så pinsamt...
2. Svin
3. Lobotomera
4. Käftsmäll
5. Kan du inte ta och hålla käft!?
6. Du är ingenting
7. Den moderna mamman
8. Lilla svensson
9. Stress å karriär
10. Jag vill inte va med!
11. Arbeta din jävel!
12. Allt de ser är siffror
13. Bli polis!
14. Han som verkligen vet
15. Pengar gör dig inte fin, även du kommer att dö!